# 克雷沃
克雷沃（Khrew），是印度查谟-克什米尔邦Pulwama县的一个城镇。总人口7208（2001年）。

## 人口
该地2001年总人口7208人，其中男性3686人，女性3522人；0—6岁人口878人，其中男452人，女426人；识字率51.23%，其中男性为63.00%，女性为38.93%。